# Chorenta aquilus
Chorenta aquilus là một loài bọ cánh cứng trong họ Cerambycidae.